# Triencentrus magdalenae
Triencentrus magdalenae är en insektsart som först beskrevs av Morgan Hebard 1927.  Triencentrus magdalenae ingår i släktet Triencentrus och familjen vårtbitare. Inga underarter finns listade i Catalogue of Life.